# Почтовые индексы в Северной Македонии
Почтовые индексы в Северной Македонии состоят из 4 цифр. Они разделены по почтовым отделениям в конкретных районных центрах. Почтовые индексы крупнейших городов: (в числовом порядке)

#### Региональный центр Скопье 1
- 1101 Скопье 1
- 1103 Скопье 3
- 1104 Скопье 4
- 1105 Скопье 5
- 1106 Скопье 6
- 1107 Скопье 7
- 1108 Скопье 8
- 1109 Скопье 9
- 1110 Скопье 10
- 1111 Скопье 11
- 1112 Скопье 12
- 1113 Скопье 13
- 1114 Скопье 14
- 1115 Скопье 15
- 1116 Скопье 16
- 1117 Скопье 17
- 1118 Скопье 18
- 1119 Скопье 19
- 1120 Скопье 20
- 1121 Скопье 21
- 1122 Скопье 22
- 1123 Скопье 23
- 1124 Скопье 24
- 1125 Скопье 25
- 1126 Скопье 26
- 1127 Скопье 27
- 1128 Скопье 28
- 1129 Скопье 29
- 1130 Скопье 30
- 1131 Скопье 31
- 1132 Скопье 32
- 1133 Скопье 33
- 1134 Скопье 34
- 1135 Скопье 35
- 1136 Скопье 36
- 1137 Скопье 37
- 1138 Скопье 38
- 1139 Скопье 39
- 1140 Скопье 40
- 1141 Скопье 41
- 1142 Скопье 42

#### Региональный центр Скопье 2
- 1000 Скопье

#### Региональный центр Тетово
- 1200 Тетово

#### Региональный центр Гостивар
- 1230 Гостивар

#### Региональный центр Охрид
- 1250 Дебар
- 6000 Охрид
- 6102 Охрид 2
- 6104 Охрид 4
- 6105 Охрид 5
- 6330 Струга
- 6331 Струга

#### Региональный центр Куманово
- 1300 Куманово
- 1301 Куманово
- 1321 Куманово
- 1330 Крива Паланка
- 1360  Кратово

#### Региональный центр Велес
- 1400  Велес
- 1401  Велес
- 1402  Велес
- 1403  Велес

#### Региональный центр Кавадарци
- 1430 Кавадарци
- 1431 Кавадарци
- 1440 Неготино
- 1442 Демир-Капия

#### Региональный центр Гевгелия
- 1480 Гевгелия
- 1481 Гевгелия
- 1483 Негорци
- 1484 Богданци
- 1485 Нов Дойран
- 1487 Дойран
- 1488 Стойаково
- 1488 Миравци
- 1491 Гевгелия

#### Региональный центр Штип
- 2000 Штип
- 2101 Штип 1
- 2102 Штип 2
- 2205 Крупиште
- 2207 Три Чеши
- 2208 Лозово
- 2210 Пробиштип
- 2212 Злетово
- 2220 Свети Николе
- 2225 Эрдзелия
- 2227 Амзабегово

#### Региональный центр Кочани
- 2300 Кочани
- 2310 Виница
- 2320 Делчево
- 2304 Македонска-Каменица
- 2326 Пехчево
- 2330 Берово

#### Региональный центр Струмица
- 2400 Струмица
- 2401 Струмица
- 2402 Струмица
- 2403 Струмица
- 2404 Струмица
- 2420 Радовиш
- 2421 Радовиш
- 2460 Валандово

#### Региональный центр Кичево
- 6250 Кичево
- 6530 Македонски-Брод

#### Региональный центр Битола
- 7000 Битола
- 7102 Битола 2
- 7103 Битола 3
- 7104 Битола 4
- 7105 Битола 5
- 7106 Битола 6
- 7107 Битола 7
- 7108 Битола 8
- 7109 Битола 9
- 7110 Битола 10
- 7240 Демир-Хисар
- 7310 Ресен

#### Региональный центр Прилеп
- 7500 Прилеп
- 7550 Крушево

## Внешние ссылки
- Postal Numbers in Macedonia Архивная копия от 20 сентября 2020 на Wayback Machine